# محمدحسین مرادمند
محمدحسین مرادمند (زادهٔ ۱ تیر ۱۳۷۲ اصفهان) بازیکن فوتبال اهل ایران است که در پست مدافع میانی برای باشگاه فوتبال استقلال در لیگ برتر خلیج فارس بازی می‌کند.

## دوران باشگاهی

### سپاهان
مرادمند فوتبال خود را از پایه‌های سپاهان آغاز کرده و در فصل ۹۱–۹۲ اولین بازی رسمی خود برای باشگاه سپاهان در لیگ برتر را در مقابل گهر زاگرس انجام داد که با پیروزی ۲ بر ۱ سپاهان با حضور ۹۰ دقیقه ای او همراه بود. 

### شهرخودرو (پدیده)
وی در فصل ۹۴–۹۵ به تیم پدیده (شهر خودرو فعلی) پیوست و در اولین بازی برای این تیم که با حضور ۹۰ دقیقه ای او در مقابل فولاد همراه بود موفق به گلزنی شد.

### استقلال
درخشش او در تیم شهر خودرو سبب جلب توجه باشگاه استقلال شد و در نهایت مرادمند در ۲۰ شهریور ۱۳۹۹ با این تیم قرارداد بست و به استقلال پیوست.

### ملوان
مرادمند با توجه به قوانین مرتبط با سربازی بازیکنان لیگ برتری در نهایت مجبور به ترک استقلال و پیوستن به ملوان به‌طور قرضی برای گذراندن خدمت سربازی شد.

### استقلال
مرادمند پس از گذراندن دوران سربازی و اخذ کسری خدمت بدون انجام هیچ بازی رسمی برای ملوان، به استقلال بازگشت و با گل زدن مقابل پرسپولیس درخشید.

## دوران ملی

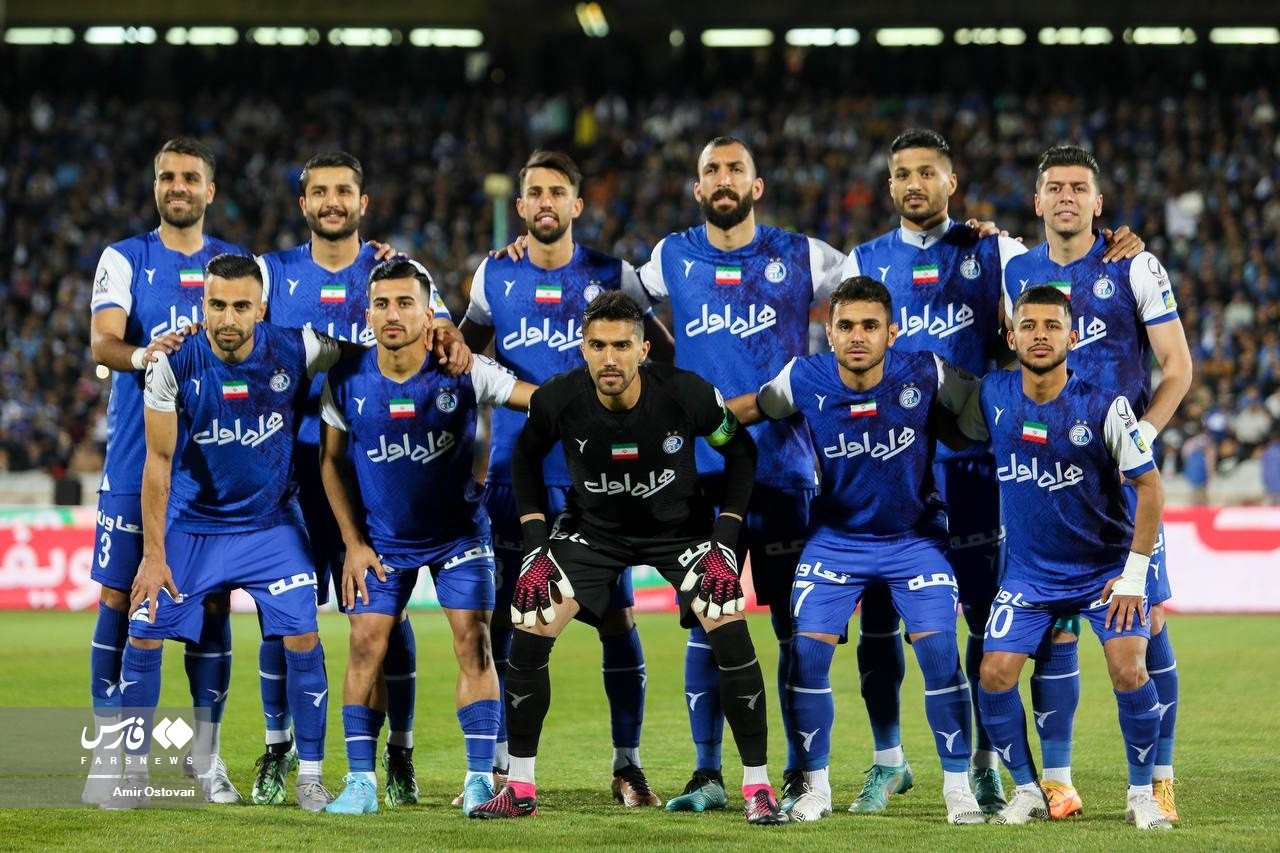
باشگاه فوتبال استقلال

مرادمند که سابقه حضور در تیم های ملی زیر ۲۰ سال و زیر ۲۳ سال ایران را داشت، پس از درخشش بعد از دوران سربازی در استقلال و گلزنی های متعدد با نظر امیر قلعه نویی برای بازی های دوستانه شهریور ماه ۱۴۰۲ دعوت شد و اولین بازی ملی خود را مقابل تیم ملی فوتبال آنگولا انجام داد.

## آمار ملی

### بازی‌های ملی
تا تاریخ ۱۲ سپتامبر ۲۰۲۳
| ایران | ایران | ایران |
| سال   | بازی  | گل    |
| ----- | ----- | ----- |
| ۲۰۲۳  | ۱     | ۰     |
| مجموع | ۱     | ۰     |

## آمار باشگاهی
تا تاریخ ۲۷ فروردین ۱۴۰۴
| عملکرد باشگاهی | عملکرد باشگاهی | عملکرد باشگاهی | لیگ  | لیگ | جام  | جام | قاره‌ای | قاره‌ای | دیگر | دیگر | مجموع | مجموع |
| فصل            | باشگاه         | لیگ            | بازی | گل  | بازی | گل  | بازی   | گل     | بازی | گل   | بازی  | گل    |
| -------------- | -------------- | -------------- | ---- | --- | ---- | --- | ------ | ------ | ---- | ---- | ----- | ----- |
| ۲۰۱۲–۲۰۱۳      | سپاهان         | لیگ برتر       | ۲    | ۰   | ۰    | ۰   | ۰      | ۰      | –    | –    | ۲     | ۰     |
| ۲۰۱۳–۲۰۱۴      | سپاهان         | لیگ برتر       | ۷    | ۰   | ۰    | ۰   | ۰      | ۰      | –    | –    | ۷     | ۰     |
| ۲۰۱۴–۲۰۱۵      | سپاهان         | لیگ برتر       | ۷    | ۱   | ۰    | ۰   | –      | –      | –    | –    | ۷     | ۱     |
| مجموع سپاهان   | مجموع سپاهان   | مجموع سپاهان   | ۱۶   | ۱   | ۰    | ۰   | –      | –      | –    | –    | ۱۶    | ۱     |
| ۲۰۱۵–۲۰۱۶      | شهرخودرو       | لیگ برتر       | ۲۸   | ۱   | ۱    | ۰   | –      | –      | –    | –    | ۲۹    | ۱     |
| ۲۰۱۶–۲۰۱۷      | شهرخودرو       | لیگ برتر       | ۲۴   | ۱   | ۱    | ۰   | –      | –      | –    | –    | ۲۵    | ۱     |
| ۲۰۱۷–۲۰۱۸      | شهرخودرو       | لیگ برتر       | ۱۹   | ۱   | ۱    | ۰   | –      | –      | –    | –    | ۲۰    | ۱     |
| ۲۰۱۸–۲۰۱۹      | شهرخودرو       | لیگ برتر       | ۲۲   | ۰   | ۳    | ۰   | –      | –      | –    | –    | ۲۵    | ۰     |
| ۲۰۱۹–۲۰۲۰      | شهرخودرو       | لیگ برتر       | ۲۶   | ۳   | ۱    | ۰   | ۳      | ۰      | –    | –    | ۳۰    | ۳     |
| مجموع شهرخودرو | مجموع شهرخودرو | مجموع شهرخودرو | ۱۱۹  | ۶   | ۷    | ۰   | ۳      | ۰      | –    | –    | ۱۲۹   | ۶     |
| ۲۰۲۰–۲۰۲۱      | استقلال        | لیگ برتر       | ۲۴   | ۱   | ۴    | ۰   | ۵      | ۰      | –    | –    | ۳۳    | ۱     |
| ۲۰۲۱–۲۰۲۲      | استقلال        | لیگ برتر       | ۱۵   | ۰   | ۱    | ۰   | ۰      | ۰      | –    | –    | ۱۶    | ۰     |
| ۲۰۲۲–۲۰۲۳      | استقلال        | لیگ برتر       | ۸    | ۲   | ۲    | ۱   | –      | –      | ۱    | ۰    | ۱۱    | ۳     |
| ۲۰۲۳–۲۰۲۴      | استقلال        | لیگ برتر       | ۱۶   | ۲   | ۱    | ۰   | –      | –      | –    | –    | ۱۷    | ۲     |
| ۲۰۲۴–۲۰۲۵      | استقلال        | لیگ برتر       | ۱۷   | ۰   | ۱    | ۰   | ۳      | ۰      | –    | –    | ۲۱    | ۰     |
| مجموع استقلال  | مجموع استقلال  | مجموع استقلال  | ۸۰   | ۵   | ۹    | ۱   | ۸      | ۰      | ۱    | ۰    | ۹۸    | ۶     |
| مجموع آمار     | مجموع آمار     | مجموع آمار     | ۲۱۵  | ۱۲  | ۱۶   | ۱   | ۱۱     | ۰      | ۱    | ۰    | ۲۴۳   | ۱۳    |

## افتخارات
سپاهان
- لیگ برتر (۱): ۹۴–۱۳۹۳
- جام حذفی (۱): ۹۲–۱۳۹۱

استقلال
- لیگ برتر (۱): ۰۱–۱۴۰۰
- سوپر جام (۱): ۱۴۰۱
- جام‌ حذفی (۱): ۰۴–۱۴۰۳

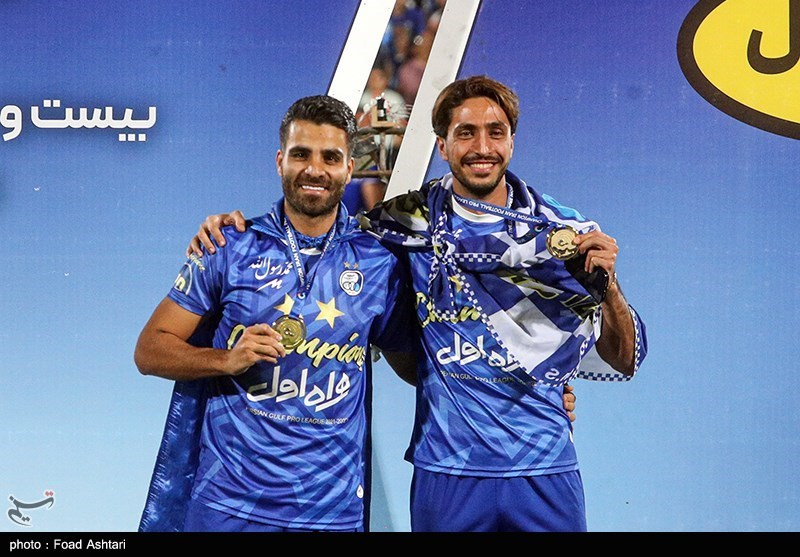
مرادمند به همراه سیاوش یزدانی به جشن قهرمانی استقلال در ۰۱–۱۴۰۰ دعوت شده‌بودند.

- نایب قهرمانی جام حذفی (۲) : ۰۲–۱۴۰۱ , ۱۴۰۰–۱۳۹۹
- نایب قهرمانی لیگ برتر (۱): ۰۳–۱۴۰۲

ملوان
- لیگ آزادگان (۱): ۰۱–۱۴۰۰